# Picot fumat
El picot fumat (Leuconotopicus fumigatus) és una espècie de picot neotropical, estès des del sud de Mèxic fins a l'Argentina.
Fins fa poc es va considerar dins del gènere Veniliornis.

## Subèspecies
Té descrites les següents espècies:
- P. f. fumigatus
- P. f. obscuratus
- P. f. oleagineus
- P. f. reichenbachi
- P. f. sanguinolentus